# Oh My Boss
《Oh My Boss》，為泰國GMM 25與LINE TV於2021年5月19日起播出的職場浪漫喜劇，改編Kantarin Leelahut的原作小說，由Mook及Luke主演。
此劇由GMMTV與製作公司FuKDuK Production合作拍攝，在2019年10月GMMTV的「New & Next」活動上公開先導預告片。此劇原定於2020年內放映，但最後延遲至2021年5月在GMM 25電視台及LINE TV首播，同年7月終映。

## 劇情簡介
當女主角Noom Nim終於找到一份可靠的工作時，她決定與朋友度過一個有趣的夜晚來慶祝。在酒吧裏，她遇到了一個英俊的陌生人，並和他度過了一個美好的晚上。但是，那個陌生人竟然是她的新老闆Akitsuki Koji。幸運的是，這個英俊的CEO Koji似乎不記得她。當他將Noom Nim安排到他的私人助理職位時，她發現自己想知道他是否對自己感興趣，還是對所有人都如此調情。

## 演員陣容
註：括號內的演員姓名為小名。

### 主要人物
- 瓦拉妮·塔瓦翁（Mook）飾演 Noom Nim
- 路克·普勞頓（Luke）飾演 Akitsuki Koji

### 其他人物
- Kunlamas Limpawutwaranon（Knomjean）飾演 Rena
- 逢見亮太 飾演 羽曾
- Patara Eksangkul（Foei）飾演 Mark
- 帕查娜·塔布彤（Kapook）飾演 Phin
- 希婷·普娜波布 飾演 Ploy
- 辛納拉·西里朋查瓦雷（Mike）飾演 Kamei
- Phakjira Kanrattanasood（Nanan）飾演 In
- 素塔缇·乌缇彩帕蒂（Ampere）飾演 Goong Ging
- 塔納本·萬羅西力儂（Na）
- 纳皮查·披散蓬查那（Jee）饰演 Ley Kha Mark

## 劇集迴響

### 泰國電視收視
- 收視最低的集數以藍色表示，收視最高的集數以紅色表示，而空格則表示該集的收視沒有相關數據。

| 集數 No.   | 播放日期      | 播放時段 (UTC+07:00) | 平均收視率 | 曼谷分區收視 | 外府分區收視 | 來源   |
| ---------- | ------------- | -------------------- | ---------- | ------------ | ------------ | ------ |
| 1          | 2021年5月19日 | 星期三 20:30         | 0.258      | 不適用       | 不適用       | [ 7 ]  |
| 2          | 2021年5月20日 | 星期四 20:30         | 0.305      | 不適用       | 不適用       | [ 8 ]  |
| 3          | 2021年5月26日 | 星期三 20:30         | 0.590      | 不適用       | 不適用       | [ 9 ]  |
| 4          | 2021年5月27日 | 星期四 20:30         | 0.404      | 不適用       | 不適用       | [ 10 ] |
| 5          | 2021年6月2日  | 星期三 20:30         | 0.502      | 不適用       | 不適用       | [ 11 ] |
| 6          | 2021年6月3日  | 星期四 20:30         | 0.438      | 不適用       | 不適用       | [ 11 ] |
| 7          | 2021年6月9日  | 星期三 20:30         | 0.458      | 0.357        | 0.474        | [ 12 ] |
| 8          | 2021年6月10日 | 星期四 20:30         | 0.450      | 0.634        | 0.419        | [ 13 ] |
| 9          | 2021年6月16日 | 星期三 20:30         | 0.448      | 0.689        | 0.408        | [ 14 ] |
| 10         | 2021年6月17日 | 星期四 20:30         | 0.512      | 0.632        | 0.492        | [ 15 ] |
| 11         | 2021年6月23日 | 星期三 20:30         | 0.557      | 0.695        | 0.534        | [ 16 ] |
| 12         | 2021年6月24日 | 星期四 20:30         | 0.525      | 1.007        | 0.444        | [ 17 ] |
| 13         | 2021年6月30日 | 星期三 20:30         | 0.537      | 0.586        | 0.529        | [ 18 ] |
| 14         | 2021年7月1日  | 星期四 20:30         | 0.587      | 1.007        | 0.517        | [ 19 ] |
| 平均收視率 | 平均收視率    | 平均收視率           | 0.469      | 0.701        | 0.477        | 1      |

^1  基於每集的平均觀眾份額。

## 外部連結
- GMM25 官方網站 （页面存档备份，存于）（泰文）
- GMMTV 官方網站（泰文）
- YouTube上的《Oh My Boss》播放列表
- MyDramaList 劇集介紹及劇評 （页面存档备份，存于）（英文）
- 豆瓣电影上《Oh My Boss》的資料 （简体中文）